# Prepelița, Sîngerei
Prepelița este satul de reședință al comunei cu același nume  din raionul Sîngerei, Republica Moldova. Hramul satului este sărbătorit la data de 22 mai.

## Populația
Recensământul populației din 2004 a atestat 2.928 de persoane, dintre care 49,73% erau bărbați și 50,27% femei.
Compoziția etnică a populației satului în anul 2004 a fost următoarea: 98,33% - moldoveni, 1,30% - ucraineni, 0,34% - ruși, 0,03% - alte etnii.

## Societate
Satul Prepelița dispune de 6 magazine, centru medical, școală de cultură generală, instituție preșcolară, 2 biblioteci, cămin cultural, stadion, oficiu poștal. 
De asemenea, satul dispune de 152 fântâni, 733 instalații cu gaz lichefiat, 640 instalații cu apă rece și 38 kilometri de drumuri. Cele mai răspândite nume de familie sunt: Aparatu, Smîntînă, Ignatiuc, Șoimu și Lupașcu.

## Galerie de imagini

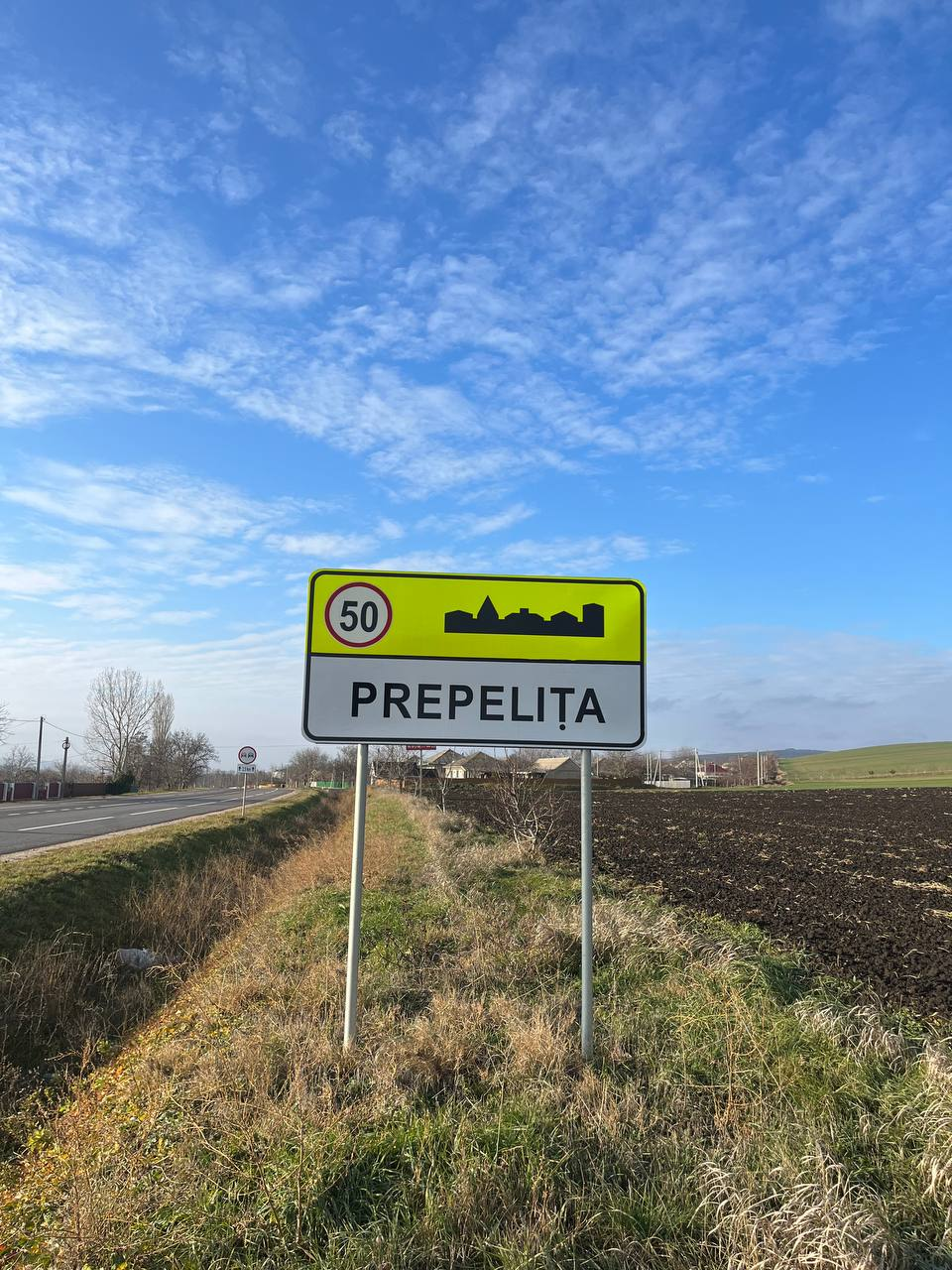
Intrarea în satul Prepelița
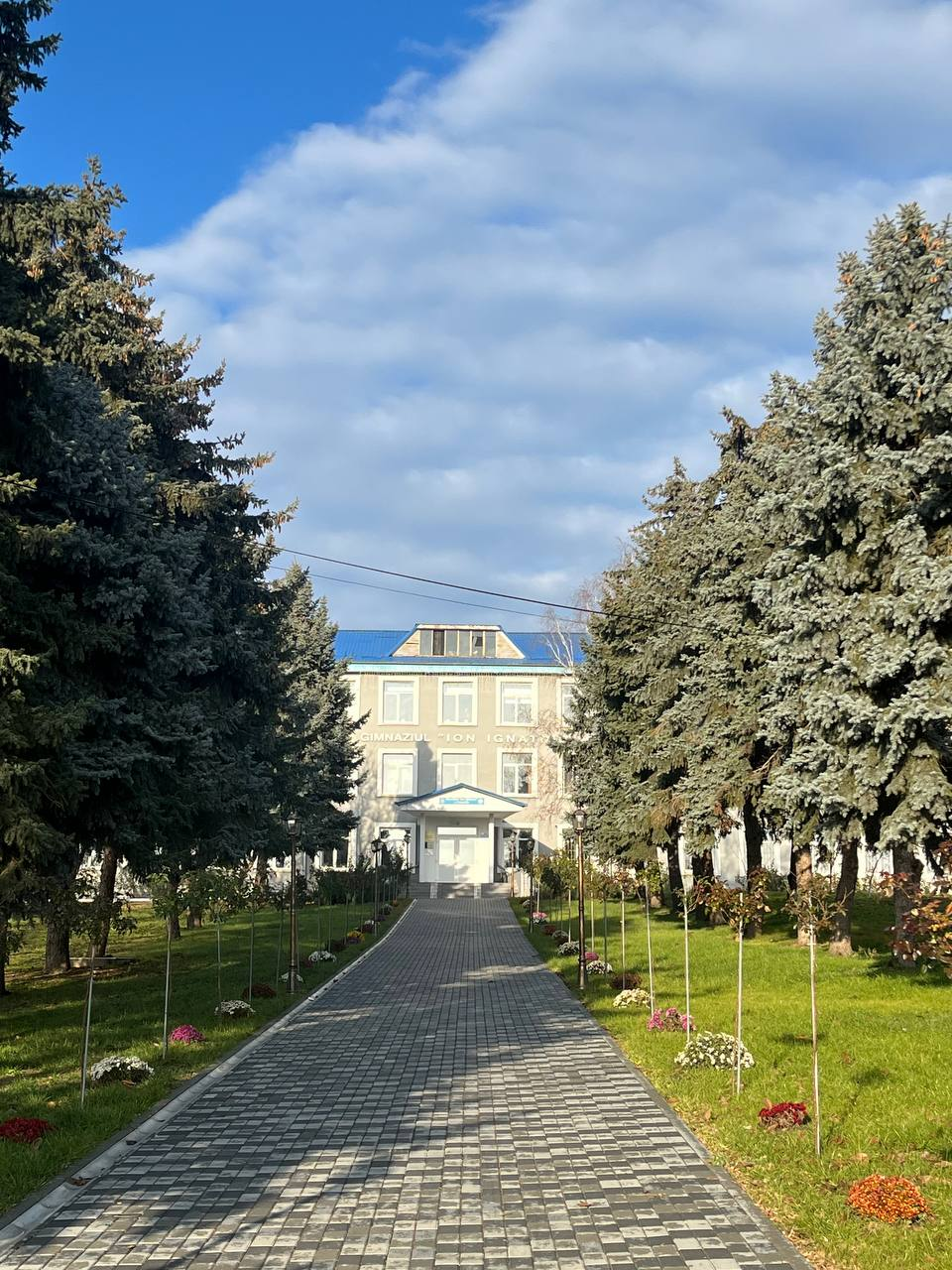
I.P Gimnaziul „Ion Ignatiuc”
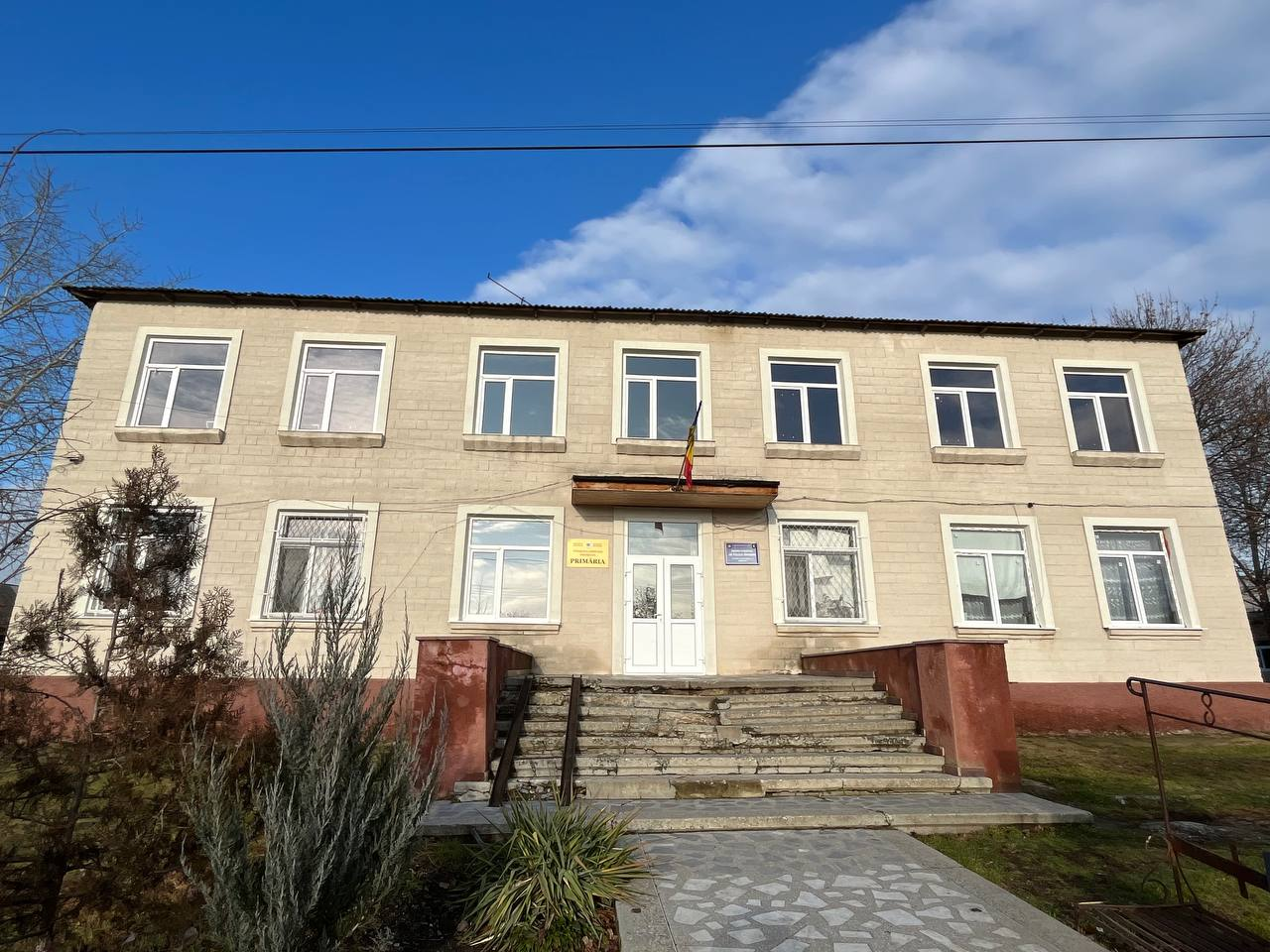
Primăria satului Prepelița